# Hide Your Heart (Lied)
Hide Your Heart ist der Titel eines von Paul Stanley, Desmond Child und Holly Knight geschriebenen Liedes, das erstmals 1988 von Bonnie Tyler für ihr Album Hide Your Heart (in manchen Ländern unter dem Titel Notes From America veröffentlicht) aufgenommen wurde und seitdem auf verschiedenen Alben unterschiedlicher Künstler erschienen ist.

## Inhalt
Der Song erzählt eine klassische Liebesgeschichte, die in die moderne Zeit transponiert wurde: Ein junger Mann (“Johnny”), verliebt sich unsterblich in ein Mädchen (“Rosa”), die jedoch bereits einen Liebhaber (“Tito”) hat. Tito hält Rosa für sein Eigentum und bewacht sie permanent. Dennoch trifft sie sich mit Johnny, sagt ihm jedoch, dass sie sich nie wieder sehen dürften. Die beiden werden jedoch verraten, und Tito sucht Rache. Johnny und Rosa treffen sich erneut, diesmal auf einem Dach, und bemerken nicht, dass Tito mit einer Waffe dazukommt. Er schießt auf Johnny, der in Rosas Armen stirbt.

## Entstehung
Paul Stanley hatte das Songwriting für ein Lied mit dem Titel Bite Down Hard begonnen, als er sich an Holly Knight wandte, um nach einer passenden Melodie für den Titel zu suchen. Knight hatte einen bereits begonnenen Song mit demselben Titel geschrieben, deshalb wurde aus Bite Down Hard Hide Your Heart. Knight und Stanley erarbeiteten gemeinsam die Melodie und den Refrain, anschließend wandte sich Stanley an Desmond Child, der beim Texten der Strophen half.
Hide Your Heart wurde bereits 1987 von Kiss für das Album Crazy Nights in Erwägung gezogen, fiel bei der endgültigen Songauswahl aber durch. Stanley spielte den Song auf seiner Solo-Tournee 1989 vor Publikum und kündigte ihn jeweils als „einen Song, der noch auf keinem Kiss-Album zu finden ist“ an.
Stanley stellte ein Demoband für verschiedene Musikverlage zusammen, das die Titel Hide Your Heart, Time Traveller, Best man for you, Don’t let go und When two Hearts Collide enthielt, außerdem bot er Hide Your Heart dem ehemaligen Kiss-Gitarristen Ace Frehley an.

## Aufnahmen
Beinahe zeitgleich erwachte das Interesse verschiedener Künstler, den Titel aufzunehmen. So zeigte Bonnie Tyler als Erste Interesse, das Lied zu singen. Tyler arbeitete zu dieser Zeit mit Desmond Child an einem Album, und die Aufnahme von Hide Your Heart bescherte ihr gleichzeitig den Titel für die CD. Holly Knight spielte auf Tylers Album Keyboard, und der Bassist der Band Frehley’s Comet, John Regan, wirkte als Sessionmusiker ebenfalls an den Aufnahmen mit. Tylers Album, das Child produziert hatte, erschien am 1. Mai 1988.
Die Sängerin Robin Beck arbeitete 1988 an ihrem zweiten Album, Trouble or Nothing, das ebenfalls von Desmond Child produziert wurde. Paul Stanley war auf dem Album als Sänger von Backing Vocals vertreten, allerdings für den Titel Save up all Your Tears. Auch Robin Beck nahm Hide Your Heart auf, ihr Album erschien 1989.
Ace Frehley nahm seine Version des Titels für sein am 13. Oktober 1989 veröffentlichtes Album Trouble Walkin’ auf. Zur Band gehörte John Regan, der bereits mit Bonnie Tyler an Hide Your Heart gearbeitet hatte.
Stanley konnte die anderen Mitglieder seiner Band bei den Aufnahmen für das Album Hot in the Shade von den Qualitäten des Titels überzeugen, und die Gruppe nahm ihn auf. Das Album erschien am 17. Oktober 1989, Hide Your Heart wurde als Single veröffentlicht und es wurde ein Videoclip produziert, der Szenen aus der Geschichte mit Aufnahmen der auf einem Dach spielenden Band mischt. Kiss erreichten mit der Single am 16. Dezember 1989 Platz 69 der Billboard Hot 100 und hielt sich 10 Wochen in der Hitliste. Durch das Erscheinen des Titels nach der Veröffentlichung durch Bonnie Tyler handelt es sich bei der Fassung von Kiss genau genommen um die Coverversion des Liedes von Bonnie Tyler, obwohl der Hauptautor des Songs Mitglied der Band ist.
Die Southern-Rock-Band Molly Hatchet nahm den Song ebenfalls 1989 für ihr Album Lightning Strikes Twice auf.

## Zitate
„Es geht um das Leben in New York und um die Dinge, die uns allen passieren. Vielleicht werden wir nicht alle erschossen, aber wir geraten in ähnliche Situationen, wenn zwei Menschen in Liebe und Beziehungen verbunden sind. Wenn man mit dem Stolz und den Herzen der Menschen spielt, können alle möglichen zerstörerischen Dinge geschehen.“

„Hide Your Heart und Heavens on Fire sind mir die liebsten Songs, die ich mit Paul Stanley geschrieben habe“

„Es war ein sehr starker Song. Das Problem war, dass genau zur selben Zeit mehrere andere Versionen des Titels veröffentlicht wurden, einer von Ace Frehley, einer von einer Frau namens Robin Beck und einer von Molly Hatchet. Das verwässerte den Song ein bisschen.“